# Leif Forsberg
Leif Forsberg (* 15. dubna 1963, Sundsvall, Švédsko) je bývalý švédský fotbalový útočník. Celou svou fotbalovou kariéru strávil v klubu GIF Sundsvall s výjimkou angažmá v IFK Göteborg. V GIF Sundsvall se stal legendou a jeho číslo dresu 10 bylo na jeho počest vyřazeno.
Jeho synem je fotbalista a švédský reprezentant Emil Forsberg.

## Klubová kariéra
- GIF Sundsvall 1980–1988
- IFK Göteborg 1988–1989
- GIF Sundsvall 1990–2001